# Калакучча
Калакучча (фр. Calacuccia, корс. Calacuccia) — коммуна во Франции, находится в регионе Корсика. Департамент коммуны — Верхняя Корсика. Входит в состав кантона Голо-Морозалья. Округ коммуны — Корте.
Код INSEE коммуны — 2B047.

## Население
Население коммуны на 2008 год составляло 325 человек.
| 1962 | 1968 | 1975 | 1982 | 1990 | 1999 | 2008 |
| ---- | ---- | ---- | ---- | ---- | ---- | ---- |
| 518  | 556  | 507  | 418  | 331  | 340  | 325  |

## Экономика
В 2007 году среди 198 человек в трудоспособном возрасте (15—64 лет) 110 были экономически активными, 88 — неактивными (показатель активности — 55,6 %, в 1999 году было 60,6 %). Из 110 активных работали 97 человек (58 мужчин и 39 женщин), безработных было 13 (6 мужчин и 7 женщин). Среди 88 неактивных 24 человека были учениками или студентами, 24 — пенсионерами, 40 были неактивными по другим причинам.

## Фотогалерея
- Церковь свв. Петра и Павла
- Монастырь св. Франциска
- Дамба